# یواس‌اس کامبرلند (آی‌ایکس-۸)
یواس‌اس کامبرلند (آی‌ایکس-۸) (به انگلیسی: USS Cumberland (IX-8)) یک کشتی بود که طول آن ۲۱۱ فوت ۷ اینچ (۶۴٫۴۹ متر) بود. این کشتی در سال ۱۹۰۴ ساخته شد.